# Faux-Vésigneul
Pour les articles homonymes, voir Faux.
Faux-Vésigneul est une commune française située dans le département de la Marne, en région Grand Est.
Ses habitants sont appelés les Faux-Vesinois et les Faux-Vesinoises.

## Géographie

### Localisation

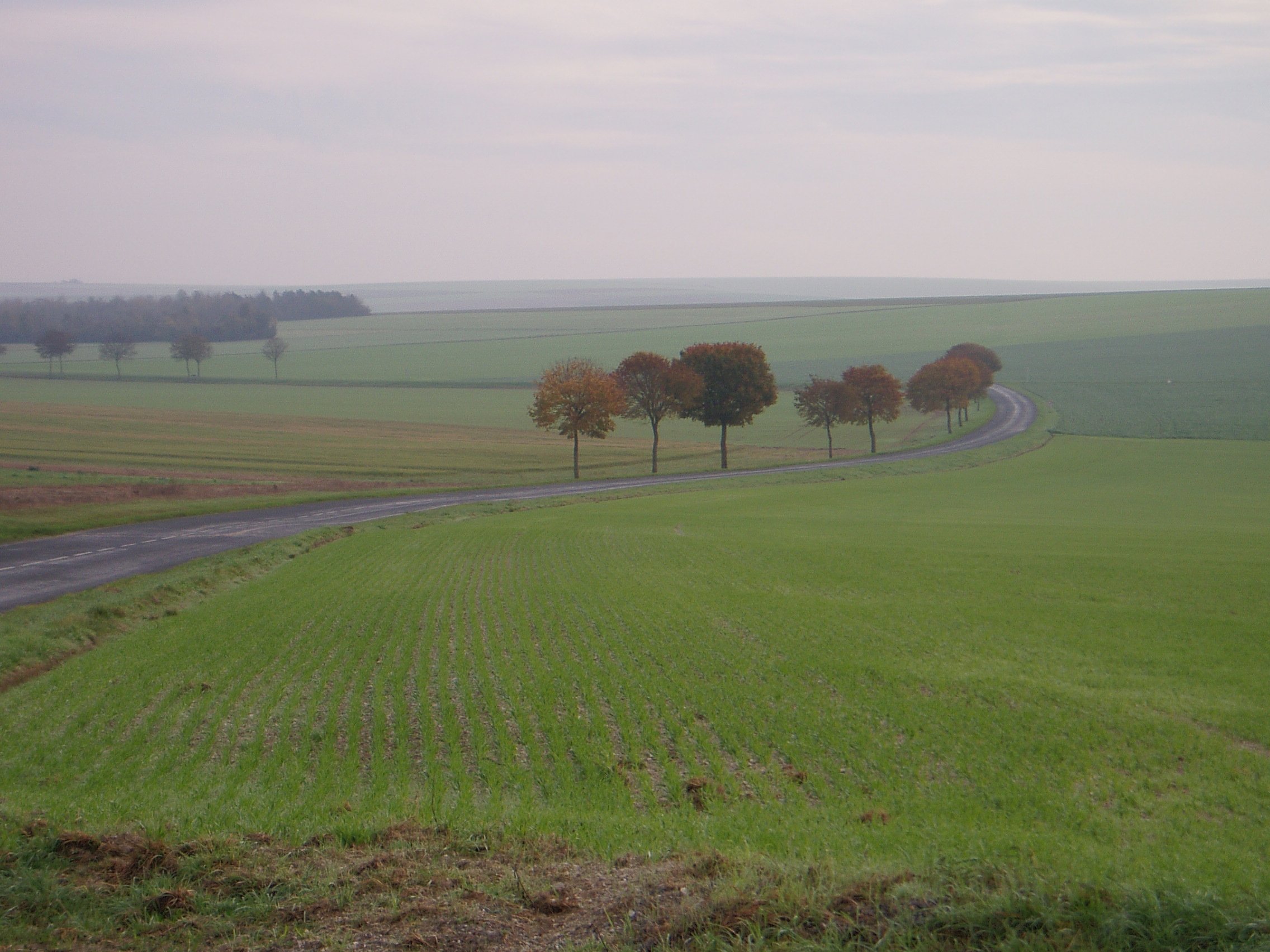
Paysage de la plaine champenoise, à l'est du village.

Faux-Vésigneul se trouve au centre-sud du département de la Marne, en région Grand Est. La commune appartient à la région agricole de la Champagne crayeuse.
La commune de Faux-Vésigneul s'étend sur une superficie de 3 942 hectares. Sur son territoire, l'altitude varie de 114 à 212 mètres. Les villages de Faux-sur-Coole, Vésigneul-sur-Coole et Fontaine-sur-Coole se succèdent dans la vallée de la Coole, qui s'écoule depuis la commune de Coole au sud vers le nord. Autour se trouve la plaine de la Champagne crayeuse.
Par la route, Faux-Vésigneul se situe à 26 km de Châlons-en-Champagne, préfecture de la Marne, et à 17 km de Saint-Germain-la-Ville, siège de la communauté de communes de la Moivre à la Coole dont Faux-Vésigneul fait partie. La commune fait en outre partie du bassin de vie de Vitry-le-François, commune distante de 19 km par la route.
Faux-Vésigneul est limitrophe de 9 communes :
| Coupetz           | Togny-aux-Bœufs | Vitry-la-Ville, Cheppes-la-Prairie |
| Dommartin-Lettrée | Faux-Vésigneul  | Songy                              |
| Soudé             | Coole           | Pringy                             |

### Hydrographie
La commune est dans la région hydrographique « la Seine de sa source au confluent de l'Oise (exclu) » au sein du bassin Seine-Normandie. Elle est drainée par la Coole,.
La Coole, d'une longueur de 30 km, prend sa source dans la commune de Coole et se jette dans la Marne à Compertrix, après avoir traversé dix communes.

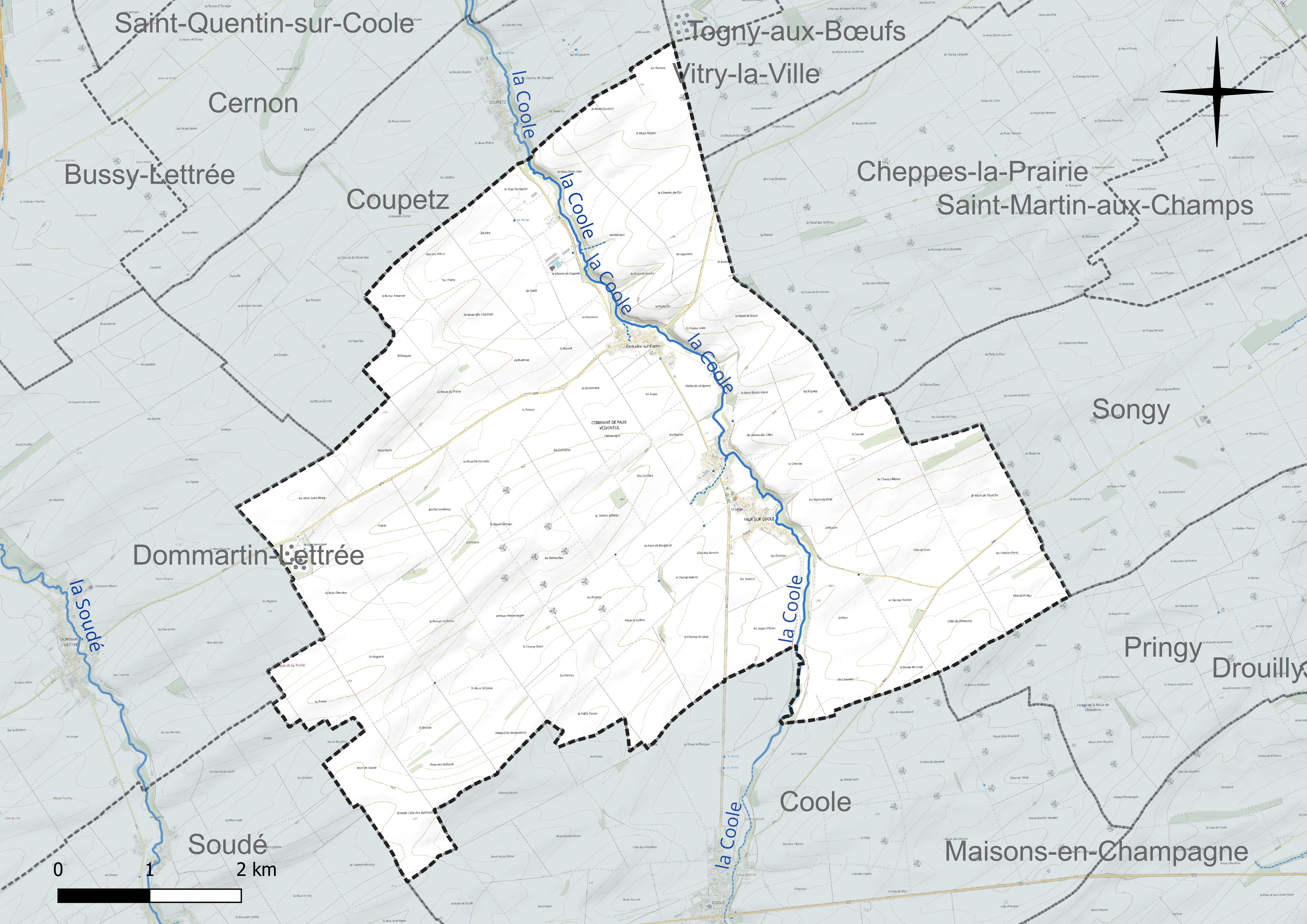
Réseau hydrographique de Faux-Vésigneul.

### Climat
Pour des articles plus généraux, voir Climat du Grand Est et Climat de la Marne.
En 2010, le climat de la commune est de type climat océanique dégradé des plaines du Centre et du Nord, selon une étude du Centre national de la recherche scientifique s'appuyant sur une série de données couvrant la période 1971-2000. En 2020, Météo-France publie une typologie des climats de la France métropolitaine dans laquelle la commune est exposée à un climat océanique altéré et est dans la région climatique Nord-est du bassin Parisien, caractérisée par un ensoleillement médiocre, une pluviométrie moyenne régulièrement répartie au cours de l’année et un hiver froid (3 °C).
Pour la période 1971-2000, la température annuelle moyenne est de 10,6 °C, avec une amplitude thermique annuelle de 15,8 °C. Le cumul annuel moyen de précipitations est de 723 mm, avec 11,7 jours de précipitations en janvier et 8,5 jours en juillet. Pour la période 1991-2020, la température moyenne annuelle observée sur la station météorologique de Météo-France la plus proche, « Vatry-aéro », sur la commune de Vatry à 12 km à vol d'oiseau, est de 11,0 °C et le cumul annuel moyen de précipitations est de 654,9 mm. 
La température maximale relevée sur cette station est de 41,1 °C, atteinte le 25 juillet 2019 ; la température minimale est de −15,3 °C, atteinte le 1er janvier 1997,,.
Les paramètres climatiques de la commune ont été estimés pour le milieu du siècle (2041-2070) selon différents scénarios d'émission de gaz à effet de serre à partir des nouvelles projections climatiques de référence DRIAS-2020. Ils sont consultables sur un site dédié publié par Météo-France en novembre 2022.

### Milieux naturels et biodiversité
L'Inventaire national du patrimoine naturel (INPN) recense 491 espèces sur le territoire de la commune, dont 96 espèces protégées et 46 espèces menacées.
Faux-Vésigneul ne compte aucune zone naturelle d'intérêt écologique, faunistique et floristique (ZNIEFF) ou autre espace naturel protégé sur son territoire.

## Urbanisme

### Typologie
Au 1er janvier 2024, Faux-Vésigneul est catégorisée commune rurale à habitat dispersé, selon la nouvelle grille communale de densité à sept niveaux définie par l'Insee en 2022.
Elle est située hors unité urbaine. Par ailleurs la commune fait partie de l'aire d'attraction de Châlons-en-Champagne, dont elle est une commune de la couronne,. Cette aire, qui regroupe 97 communes, est catégorisée dans les aires de 50 000 à moins de 200 000 habitants,.

### Occupation des sols
L'occupation des sols de la commune, telle qu'elle ressort de la base de données européenne d’occupation biophysique des sols Corine Land Cover (CLC), est marquée par l'importance des territoires agricoles (98,1 % en 2018), une proportion identique à celle de 1990 (98,1 %). La répartition détaillée en 2018 est la suivante : 
terres arables (96,2 %), zones agricoles hétérogènes (1,9 %), forêts (1,9 %). L'évolution de l’occupation des sols de la commune et de ses infrastructures peut être observée sur les différentes représentations cartographiques du territoire : la carte de Cassini (XVIIIe siècle), la carte d'état-major (1820-1866) et les cartes ou photos aériennes de l'IGN pour la période actuelle (1950 à aujourd'hui).

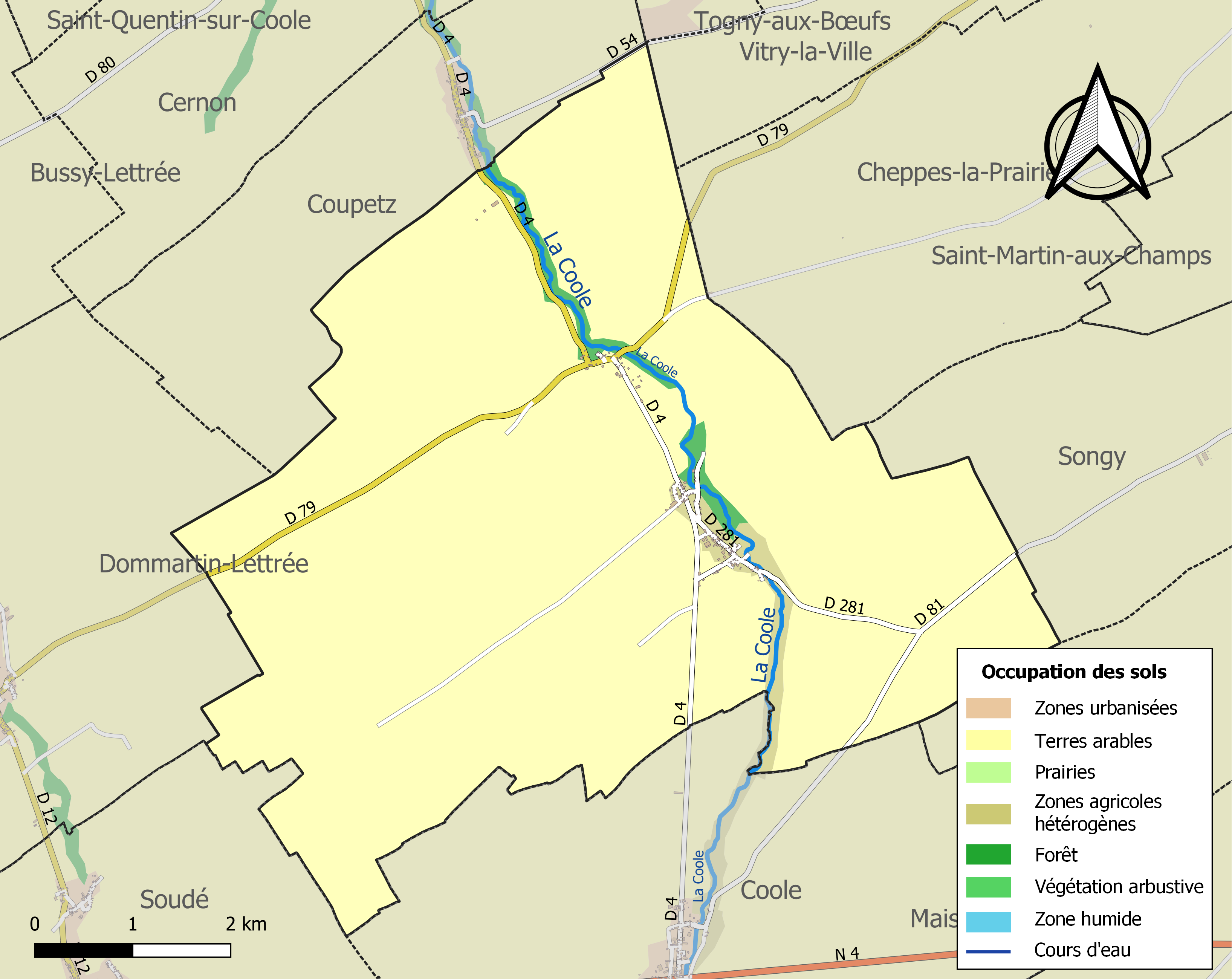
Carte des infrastructures et de l'occupation des sols de la commune en 2018 (CLC).

### Habitat et logement
En 2019 et 2014, le nombre total de logements dans la commune était de 113, alors qu'il était de 107 en 2009.
Parmi ces logements, 89,9 % étaient des résidences principales, 2,7 % des résidences secondaires et 7,3 % des logements vacants. Ces logements étaient pour 100 % d'entre eux des maisons individuelles et pour 0 % des appartements.
Le tableau ci-dessous présente la typologie des logements à Faux-Vésigneul en 2019 en comparaison avec celle de la Marne et de la France entière. Une caractéristique marquante du parc de logements est ainsi une proportion de résidences secondaires et logements occasionnels (2,7 %) inférieure à celle du département (2,9 %) mais supérieure à celle de la France entière (9,7 %). Concernant le statut d'occupation de ces logements, 87,1 % des habitants de la commune sont propriétaires de leur logement (86,3 % en 2014), contre 51,6 % pour la Marne et 57,5 pour la France entière.
| Typologie                                               | Faux-Vésigneul | Marne | France entière |
| ------------------------------------------------------- | -------------- | ----- | -------------- |
| Résidences principales (en %)                           | 89,9           | 87,9  | 82,1           |
| Résidences secondaires et logements occasionnels (en %) | 2,7            | 2,9   | 9,7            |
| Logements vacants (en %)                                | 7,3            | 9,2   | 8,2            |

### Lieux-dits, hameaux et écarts
La commune est composée de trois anciennes communes qui ont fusionné pour la former. D'amont en aval de la Coole se trouvent Faux-sur-Coole, Vésigneul-sur-Coole et Fontaine-sur-Coole.

### Voies de communication et transports
La commune est traversée du nord au sud par la D 4 et d'est à l'ouest par la D 79. Fontaine se trouve sur l'intersection de ces deux routes départementales.

## Toponymie
Faux est attesté sous les formes Fax (1188) ; Faus (1225) ; Fauz-en-Champaingne (1325) ; Faux (1350) ; Faulx (1464) ; Faulx-sur-Coole (1508) ; Falces (1542) ; Faulx-sur-Colle (1556) ; Faux-sur-Coole. Le toponyme Faux est issu du latin fagus, le « hêtre commun ».
Vésigneul est attesté sous les formes Visinolium (1131-1142) ; Vezigneul (1187) ; Visinol (1188) ; Wisenol, Visenol (1188) ; Visignuel (1225) ; Visignolium, Visignuel en Champaigne (1250) ; Vesinol, Veseinol (XIIIe siècle) ; Vesignuel-sur-Coole (1348) ; Vezigneul-sur-Coole (1366) ; Vezineul (1406) ; Vezigneulx (1570) ; Vessigneux (1605) ; Vesigneu (1626) ; Vezinieux (1728) ; Vesigneux (1734) ; Vésigneul-sur-Coole. Son nom provient du bas latin vicinium « village , bourg » et du suffixe diminutif -eolum : « petit village ».

## Histoire
Faux-Vésigneul est issue de la fusion des communes de Faux-sur-Coole et de Vésigneul-sur-Coole, par arrêté du 22 mars 1967. La nouvelle commune a ensuite absodé Fontaine-sur-Coole, au nord, par des arrêtés des 22 septembre 1970 et 12 février 1971.

## Politique et administration

### Intercommunalité
La commune, antérieurement membre de la communauté de communes de la Vallée de la Coole, est membre, depuis le 1er janvier 2014, de la Communauté de communes de la Moivre à la Coole.
En effet, conformément au schéma départemental de coopération intercommunale de la Marne du 15 décembre 2011, cette Communauté de communes de la Moivre à la Coole est issue de la fusion, au 1er janvier 2014, de la communauté de communes de la Vallée de la Coole, de  la communauté de communes de la Guenelle, de la communauté de communes du Mont de Noix et de la communauté de communes de la Vallée de la Craie.

### Liste des maires
| Période           | Période                       | Identité                 | Étiquette | Qualité                        |
| ----------------- | ----------------------------- | ------------------------ | --------- | ------------------------------ |
| 1968              | 1977                          | Maurice Gallois          |           |                                |
| 1977              | 28 juillet 2007               | Jean-Claude Gallois      |           |                                |
| 21 septembre 2007 | 2014                          | Gisèle Grez              |           |                                |
| 2014              | En cours (au 2 décembre 2021) | Jean-Christophe Mangeart |           | Réélu pour le mandat 2020-2026 |

## Équipements et services publics

### Eau et déchets
L'approvisionnement en eau potable et l'assainissement des eaux usées sont des compétences de la communauté de communes de la Moivre à la Coole. La commune de Faux-Vésigneul est alimentée en eau potable par le captage du puits « La Côte des Prés » à Coupetz ; l'approvisionnement en eau potable est délégué à Veolia. L'assainissement y est non collectif.
Le service public des déchets est assuré par le Syndicat mixte du Sud-Est Marnais (SYMSEM), qui a mis en place une redevance incitative. La collecte des ordures ménagères résiduelles (en bacs noirs pucés ou en sacs rouges prépayés) et des emballages ménagers recyclables (en sacs jaunes) est réalisée en porte à porte. Le SYMSEM adhérant au syndicat de valorisation des ordures ménagères de la Marne (SYVALOM), ces déchets sont amenés en centre de transfert à Sainte-Menehould ou Vitry-en-Perthois, puis valorisés sur le site de La Veuve. La collecte du verre se fait en apport volontaire, avant transformation dans une usine de Reims. Pour les déchets volumineux ou dangereux, le SYMSEM met à disposition de ses habitants une plateforme de déchets verts et gravats, à Saint-Amand-sur-Fion, ainsi que 12 déchèteries, à Arrigny, Courtisols, Givry-en-Argonne, Mairy-sur-Marne, Pargny-sur-Saulx, Pogny, Sainte-Menehould, Thiéblemont-Farémont, Valmy, Vanault-les-Dames, Villers-en-Argonne et Ville-sur-Tourbe.

### Enseignement

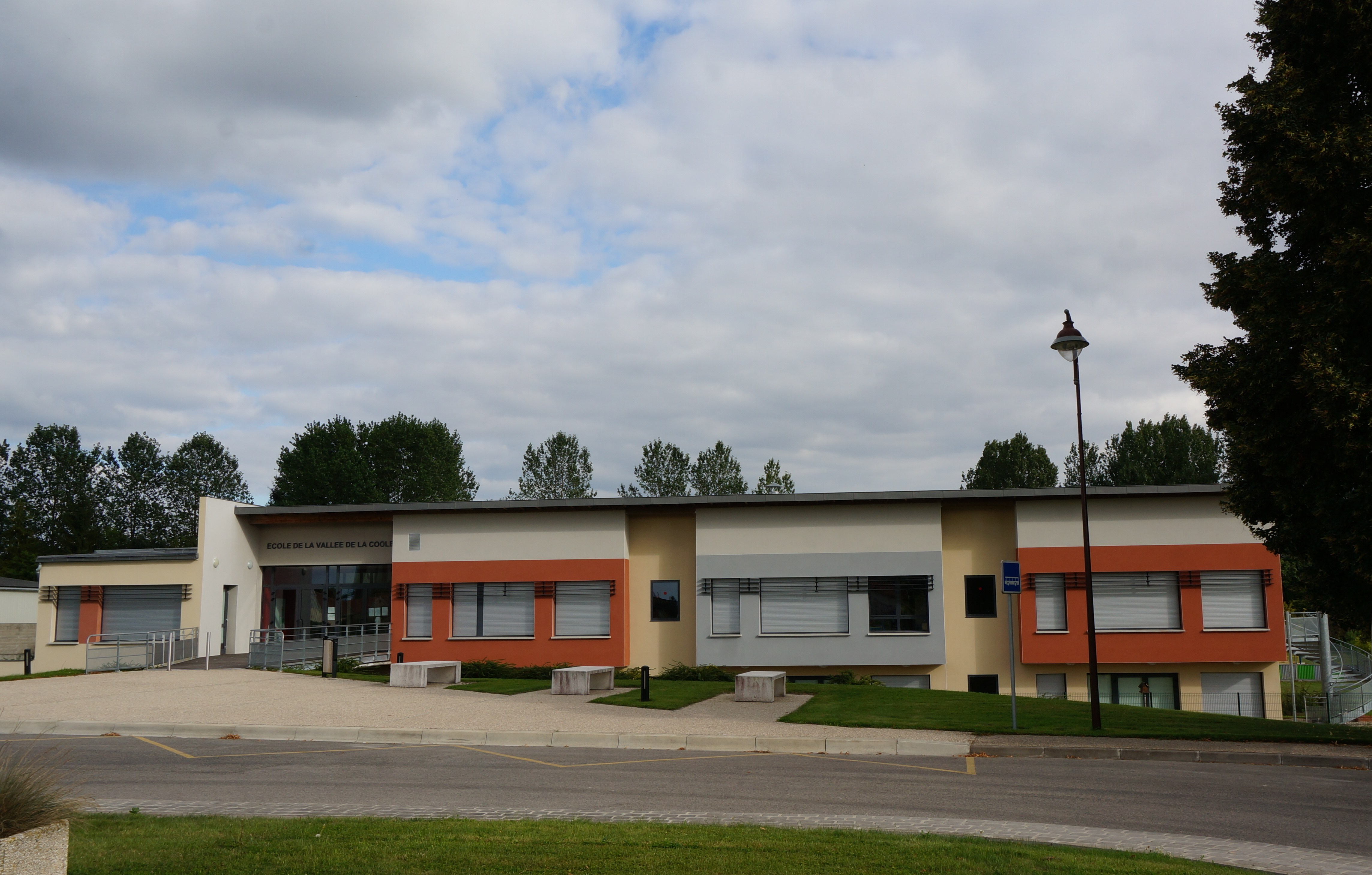
L'école de la Vallée de la Coole à Nuisement-sur-Coole.

Faux-Vésigneul fait partie de l'académie de Reims.
La commune dépend de l'école primaire de la Vallée de la Coole à Nuisement-sur-Coole, installée allée des Tilleuls et accueillant 150 élèves de classes maternelles et élémentaires (chiffres 2024-2025).
Les enfants de Faux-Vésigneul sont ensuite rattachés au collège Nicolas Appert et au lycée Jean Talon, tous les deux situés à Châlons-en-Champagne.

### Postes et télécommunications
Trois boîtes aux lettres de La Poste se trouvent sur le territoire de la commune : voie de Vitry (à Faux), rue des Tilleuls (à Vésigneul) et rue de la Fontaine (à Fontaine).
Les bureaux de poste les plus proches sont situés à Mairy-sur-Marne, La Chaussée-sur-Marne, Sompuis et Sommesous.

### Justice, sécurité et secours
Du point de vue judiciaire, Faux-Vésigneul relève du conseil de prud'hommes, du tribunal de commerce, du tribunal judiciaire, du tribunal paritaire des baux ruraux et du tribunal pour enfants de Châlons-en-Champagne, dans le ressort de la cour d'appel de Reims. Pour le contentieux administratif, la commune dépend du tribunal administratif de Châlons-en-Champagne et de la cour administrative d'appel de Nancy.
Faux-Vésigneul est située en secteur Gendarmerie nationale et dépend de la brigade de Vitry-la-Ville.
En matière d'incendie et de secours, la commune dépend du Service départemental d'incendie et de secours (SDIS) de la Marne.

## Démographie
L'évolution du nombre d'habitants est connue à travers les recensements de la population effectués dans la commune depuis 1793. Pour les communes de moins de 10 000 habitants, une enquête de recensement portant sur toute la population est réalisée tous les cinq ans, les populations de référence des années intermédiaires étant quant à elles estimées par interpolation ou extrapolation. Pour la commune, le premier recensement exhaustif entrant dans le cadre du nouveau dispositif a été réalisé en 2005.

En 2022, la commune comptait 239 habitants, en évolution de −2,45 % par rapport à 2016 (Marne : −1,19 %, France hors Mayotte : +2,11 %).
| 1793 | 1800 | 1806 | 1821 | 1831 | 1836 | 1841 | 1846 | 1851 |
| ---- | ---- | ---- | ---- | ---- | ---- | ---- | ---- | ---- |
| 129  | 129  | 118  | 98   | 100  | 101  | 88   | 76   | 82   |

| 1856 | 1861 | 1866 | 1872 | 1876 | 1881 | 1886 | 1891 | 1896 |
| ---- | ---- | ---- | ---- | ---- | ---- | ---- | ---- | ---- |
| 84   | 81   | 83   | 66   | 75   | 66   | 76   | 78   | 73   |

| 1901 | 1906 | 1911 | 1921 | 1926 | 1931 | 1936 | 1946 | 1954 |
| ---- | ---- | ---- | ---- | ---- | ---- | ---- | ---- | ---- |
| 72   | 72   | 66   | 56   | 62   | 54   | 57   | 46   | 68   |

| 1962 | 1968 | 1975 | 1982 | 1990 | 1999 | 2005 | 2006 | 2010 |
| ---- | ---- | ---- | ---- | ---- | ---- | ---- | ---- | ---- |
| 78   | 159  | 214  | 238  | 240  | 232  | 227  | 233  | 238  |

| 2015 | 2020 | 2022 | - | - | - | - | - | - |
| ---- | ---- | ---- | - | - | - | - | - | - |
| 247  | 240  | 239  | - | - | - | - | - | - |

Les chiffres avant 1968 correspondent à l'ancienne commune de Faux-sur-Coole. Ceux de 1968 à Faux-sur-Coole et Vésigneul-sur-Coole. À compter de 1975, les chiffres correspondent au territoire actuel de Faux-Vésigneul.

## Culture locale et patrimoine

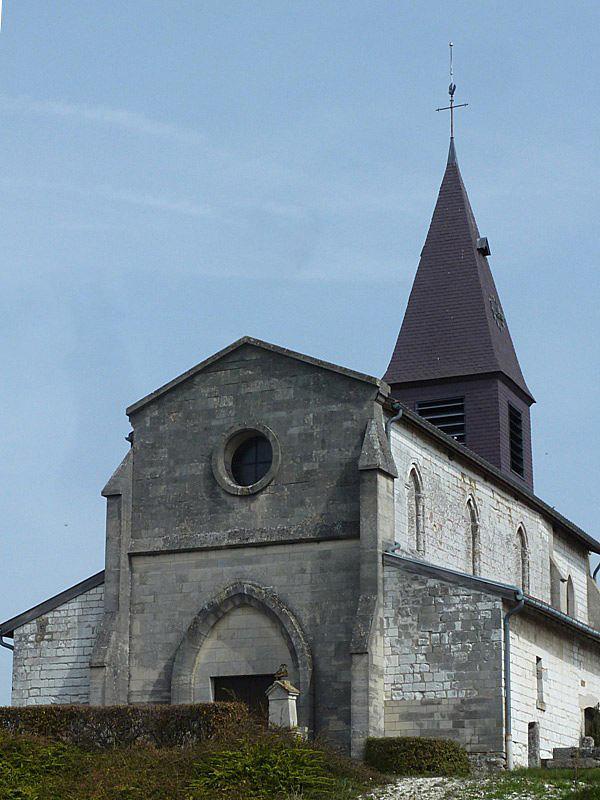
L'église de Fontaine-sur-Coole.

### Lieux et monuments
- Église de Faux-sur-Coole, XIe siècle, XIIe siècle et XIIIe siècle (MH)[50].
- Église de la Nativité-de-Saint-Jean-Baptiste de Fontaine-sur-Coole.